# Puya chilensis

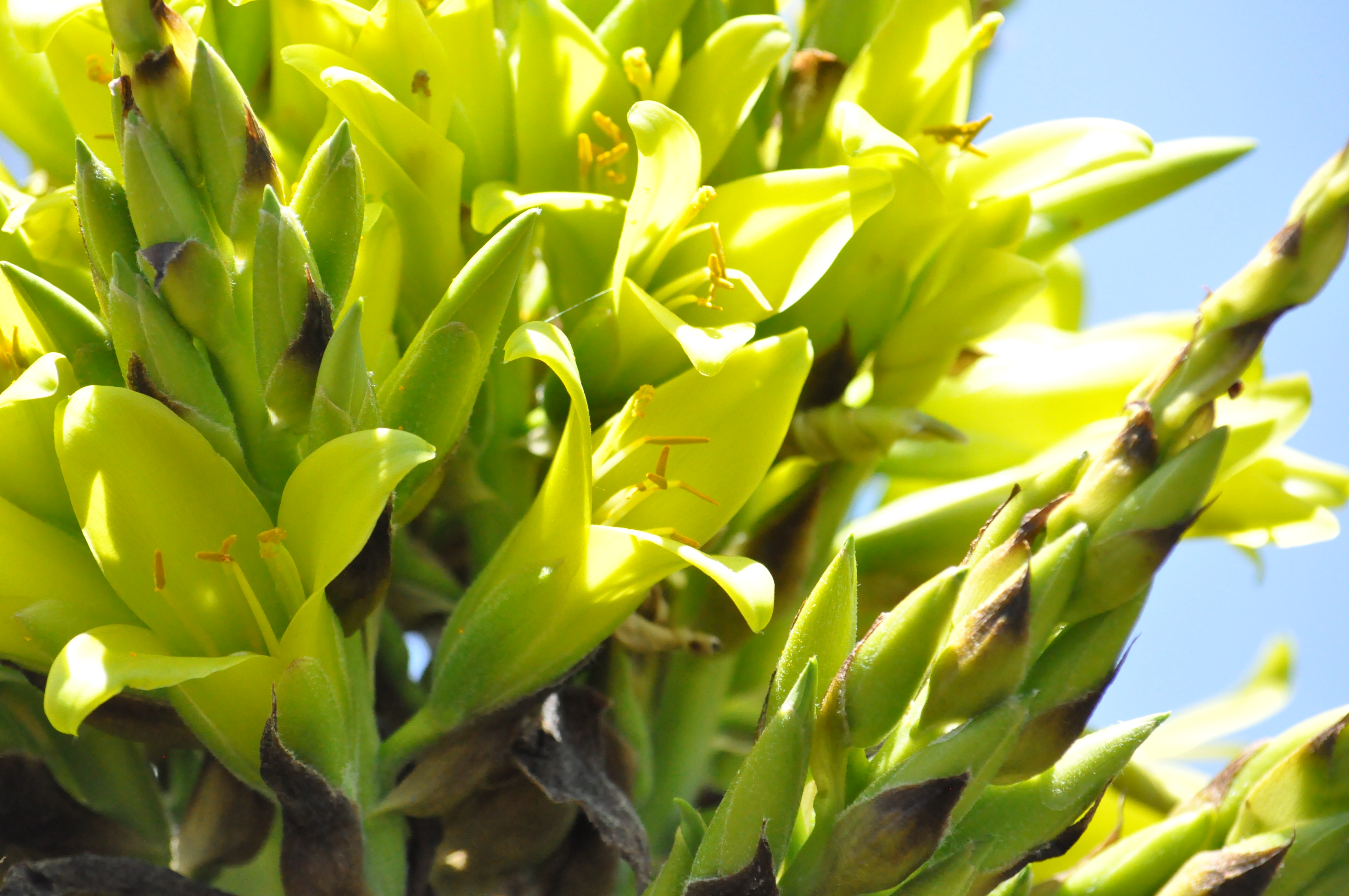
Dreizählige Blüte mit gelbe Kronblättern.

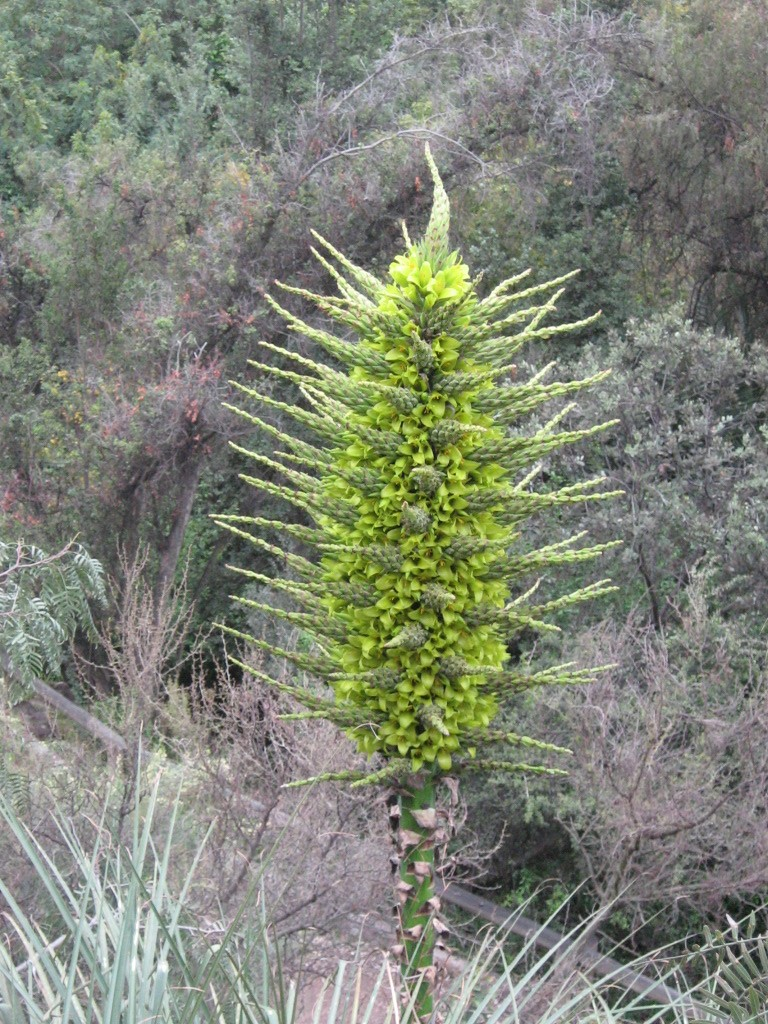
Blütenstand mit gelbe, sterilen Spitzen der Teilblütenstände von Puya chilensis.

Die Puya chilensis ist eine Pflanzenart aus der Familie der Bromeliengewächse (Bromeliaceae). Das Artepitheton chilensis bedeutet „in Chile beheimatet“.

## Vorkommen
Die Heimat von Puya chilensis sind in Zentral-Chile die Regionen IV bis VII. Sie gedeiht meist in der Sonne, stets mit wenig Schatten auf Nordhängen oder flachen Bereichen in relativ trockenen Gebieten des Küstengebirges, in Höhenlagen zwischen 500 und 2000 Meter oder an der Küste, in Höhenlagen zwischen 0 und 500 Meter. Die Trockenzeiten dauern je nach Standort 3 bis 10 Monate, hauptsächlich oder ausschließlich Winterregen und Jahresniederschlagsmengen von 100 bis 800 mm.

## Beschreibung
Puya chilensis wächst als immergrüne, xerophytische, ausdauernde Pflanze, die Wuchshöhen von mehreren Metern erreicht. Es wird eine Blattrosette auf einem, selten einfachen oder meist kandelaberartig verzweigten Stamm ausgebildet. Die derben, steif abstehenden, parallelnervigen Laubblätter laufen in eine scharfe Spitze aus, weisen eine Länge von 0,8 bis 1 Meter und eine Breite von etwa 5 Zentimeter auf. Der Blattrand ist mit derben, hakig gekrümmten, etwa 1 cm langen Stacheln bewehrt. Die Blattunterseite ist beschuppt.
Erst nach vielen Jahren wird ein aufrechter, lockerer, rispiger Gesamtblütenstand gebildet, der aus zahlreichen traubig-ährigen Teilblütenständen zusammengesetzt ist. Er enthält viele Hochblätter und viele Einzelblüten. Die oberen Hälften der Teilblütenstände sind steril. Ein bis zu 1,5 cm langer Blütenstiel kann vorhanden sein oder fehlen. Die zwittrige Blüte ist dreizählig. Die drei grünlichen Kelchblätter sind bis zu 3,5 cm lang mit abgerundeter Spitze und sind kahl oder behaart. Die drei grünlichen Kronblätter sind bis zu 6,5 cm lang und drehen sich beim Verblühen spiralig ein. Die sechs freien Staubblätter besitzen leuchtend orangefarbene Staubbeutel. Die Blüten bilden viel Nektar. Zur Blütezeit kann man Kolibris und andere Vögel beobachten, die die Blüten bestäuben (Ornithophilie).
Es werden Kapselfrüchte ausgebildet, in denen jeweils viele kleine, flugfähige Samen gebildet werden. Nach der Samen- und Kindelbildung stirbt die Mutterpflanze langsam ab.

## Nutzung
Puya chilensis ist eine der wenigen Puya-Arten, die in manchen Parks und Gärten gepflegt werden.
Die Blätter können gegessen werden. Die jungen Stängel werden als Salat gegessen. Aus den Fasern der Blätter werden Netze hergestellt.

## Systematik
Puya chilensis wurde von Juan Ignacio Molina 1782 im Saggio sulla Storia Naturale del Chili 160, 351 erstbeschrieben. Synonyme sind Pourretia coarctata Ruiz & Pavon, Pitcairnia coarctata (Ruiz & Pavon) Persoon, Puja suberosa Molina, Pitcairnia chilensis Loddiges Cat. ex Loudon, Puya coarctata (Ruiz & Pavon) Fischer, Puya gigantea Phillipi, Puya chilensis var. gigantea (Phillipi) Baker ex Mez.